# Alphone Guichenot
Antoine Alphone Guichenot (31 de julio de 1809, París - 17 de febrero de 1876, Cluny) fue un zoólogo francés.
Era hijo de un jardinero del Muséum national d'histoire naturelle, donde realizó su aprendizaje hasta 1828. En 1833, se convirtió en asistente en la Cátedra de reptiles y de Pisces.
Participó en 1839, y hasta 1842, en una misión exploratoria en Argelia. Desde 1856 y hasta su retiro en 1872, ocupó la plaza de naturalista-ayudante.
Publicó numerosos estudios sobre los peces y reptiles. Se le atribuye la descripción de los géneros ictiológicos Agonomalus, Neosebastes y Glossanodon. 

## Algunas publicaciones
- 1866. Notice sur un nouveau genre de la famille des Cottoides, du muséum de Paris. Mém. Soc. Imp. Sci. Nat. Cherbourg vol. 12 (Ser. 2, v. 2) : 253-256, Pl. 9
- 1869. Index generum ac specierum anthiadidorum hucusque in museo Parisiensis ["sic"] observatorum, auctore Guichenot. Editor impr. P. Lachèse, Belleuvre et Dolbeau, 8 pp.
- 1869. Notice sur quelques poissons inédits de Madagascar et de la Chine. Nouv. Arch. Mus. Hist. Nat. Paris, v. 5 (fasc. 3) : 193-206, Pl. 12

### Libros
- 1855. Animaux Nouveaux Ou Rares Recueillis Pendant L'Expédition Dans Les Parties Centrales De L'Amérique Du Sud, De Rio De Janeiro A Lima, Et De Lima Au Para: Exécutée Par Ordre Du Gouvernement Français Pendant Les Années 1843 A 1847. Bajo la dirección del conde Francis de Castelnau. Editor Bertrand, 112 pp.
- 1850. Histoire naturelle des reptiles et des poissons. Volumen 7 de Sciences physiques-Zoologie, Histoire naturelle des reptiles et des poissons. Editor Imprimerie nationale, 148 pp.texto en línea

## Honores

### Eponimia
Género
- (Sterculiaceae) Guichenotia J.Gay[1]

Especies
- (Convolvulaceae) Argyreia guichenotii Choisy[2]

- (Pteridaceae) Pteris guichenotii Decne.[3]

## Fuente
- Philippe Jaussaud & Édouard R. Brygoo (2004). Du Jardin au Muséum en 516 biographies. Muséum national d’histoire naturelle de Paris : 630 p. ISBN 2-85653-565-8

## Abreviatura (zoología)
La abreviatura Guichenot  se emplea para indicar a Alphone Guichenot como autoridad en la descripción y taxonomía en zoología.